# 1970 en Suisse
Chronologie de la Suisse
- 1966
- 1967
- 1968
- 1969
- 1970
- 1971
- 1972
- 1973
- 1974

Chronologie de la Suisse
1969 en Suisse - 1970 en Suisse - 1971 en Suisse

## Gouvernement au1erjanvier 1970
- Conseil fédéral[1]:
  - Hans Peter Tschudi PSS, président de la Confédération
  - Rudolf Gnägi UDC, vice-président de la Confédération
  - Ludwig von Moos PDC
  - Pierre Graber PSS,
  - Roger Bonvin PDC
  - Ernst Brugger PRD
  - Nello Celio PRD

## Évènements

### Janvier
Samedi 10 janvier 
- Les Suisses jouent pour la première fois à la loterie à numéros.

 Dimanche 25 janvier 
- Décès à Paris, à l’âge de 69 ans, de Bernard Barbey chargé pendant la drôle de guerre de contacts avec le haut commandement français.

### Février
Dimanche 1er février 
- Votations fédérales. Le peuple approuve, par 380 023 oui (54,2 %) contre 320 653 non (45,8 %), l’arrêté fédéral sur l'économie sucrière indigène.
- Pour la troisième fois de son histoire, le HC La Chaux-de-Fonds devient champion de Suisse de hockey-sur-glace.

 Vendredi 6 février 
- Le Conseil fédéral présente son programme de lutte contre la surchauffe économique.

 Samedi 21 février 
- Un Convair Coronado de Swissair parti de l’Aéroport de Zurich pour Tel Aviv s'écrase près de Würenlingen (AG) après l'explosion d'une bombe dans la soute à bagages. Ses 47 occupants sont tués.

 Mardi 24 février 
- Une avalanche détruit un abri militaire et des maisons à Reckingen (VS), causant la mort de trente personnes.

### Mars
Dimanche 1er mars 
- Élections cantonales dans le Canton de Vaud. Pierre Schumacher (PRD), Édouard Debétaz (PRD), Jean-Pierre Pradervand (PRD), Claude Bonnard (PLS) et Marc-Henri Ravussin (UDC) sont élus au Conseil d’État lors du 1er tour de scrutin.
- Dans le cadre de la Question jurassienne, les électeurs du canton de Berne approuvent un additif constitutionnel permettant aux districts francophones, et à celui de Laufon, de se prononcer sur leur indépendance.

 Lundi 2 mars 
- Le Neuchâtelois Fritz Bourquin est nommé directeur général des PTT.

 Mercredi 4 mars 
- Élections cantonales dans le Canton de Vaud. André Gavillet (PSS) et de Pierre Aubert (PSS) sont élus tacitement au Conseil d’État.

 Jeudi 5 mars 
- Décès à Genève, à l’âge de 76 ans, du poète Pierre-Louis Matthey

 Dimanche 8 mars 
- Inauguration de la Collection Oskar Reinhart Am Römerholz, à Winterthour.

 Lundi 16 mars 
- Le Conseil fédéral décide de nouvelles mesures destinées à stabiliser la main-d'œuvre étrangère.

 Vendredi 27 mars 
- Décès à Genève, dans sa 83e année, de Henri de Ziegler, écrivain et historien de la littérature italienne.

### Avril
Jeudi 9 avril 
- Décès à Cressier (FR), à l’âge de 89 ans, de l’historien Gonzague de Reynold.

 Dimanche 12 avril 
- Votation cantonale. Les citoyens du canton du Valais approuvent l’introduction du suffrage féminin.

 Dimanche 26 avril 
- Décès à Bâle, à l’âge de 79 ans, de l’écrivain John Knittel

 Mercredi 29 avril 
- Décès à Zurich, à l’âge de 76 ans, du mathématicien Paul Finsler.

### Mai
Dimanche 3 mai 
- Élections cantonales à Berne. Robert Bauder (PRD), Henri Huber (PSS), Erwin Schneider (PSS), Adolf Blaser (PSS), Ernst Jaberg (UDC), Simon Kohler (PRD), Ernst Blaser (UDC), Werner Martignoni (UDC) et Bernhard Müller (UDC) sont élus au Conseil d’État lors du 1er tour de scrutin.

 Mardi 5 mai 
- Début officiel des travaux de percement du tunnel routier du Gothard.

 Mardi 12 mai 
- Inauguration de la Centrale nucléaire de Beznau.

 Vendredi 15 mai 
- Décès à Genève, à l’âge de 75 ans, du journaliste René Payot.

 Samedi 23 mai 
- Décès à l’âge de 77 ans, de l’ancien conseiller fédéral Hans Streuli

 Jeudi 31 mai 
- Le FC Bâle s’adjuge, pour la quatrième fois de son histoire, le titre de champion de Suisse de football.

### Juin
Dimanche 7 juin 
- Votations fédérales. Le peuple rejette, par 654 844 non (54,0 %) contre 557 517 oui (46,0 %), l'initiative populaire « contre l'emprise étrangère ».

 Jeudi 11 juin 
- Visite officielle de Varahagiri Venkata Giri, président de la République de l’Inde.

 Mardi 16 juin 
- Décès de la romancière Berthe Vuillemin.

 Vendredi 19 juin 
- L’Italien Roberto Poggiali remporte le Tour de Suisse cycliste

### Juillet
Dimanche 5 juillet 
- Premier Festival international du film alpin aux Diablerets.

 Dimanche 26 juillet 
- Décès à Morges (VD), à l’âge de 77 ans, du sculpteur Milo Martin.

### Août
Dimanche 16 août 
- L’accident d’un autocar bâlois au San Bernardino fait 6 victimes.

 Lundi 31 août 
- Le Conseil fédéral déclare qu’il est disposé à prendre des mesures pour enrayer la crise du logement.

### Septembre
Dimanche 6 septembre 
- Des commandos du Front de libération de la Palestine (FLP) détournaient quatre avions, dont le DC-8 de Swissair Nidwalden, parti de Zurich pour New York avec 143 passagers et un équipage de 12 personnes.

 Samedi 12 septembre 
- Les commandos palestiniens font exploser les trois avions, dont le DC-8 de Swissair Nidwalden, détournés dans un désert de Jordanie.

 Vendredi 25 septembre 
- Décès à Locarno, à l’âge de 72 ans, de l’écrivain allemand Erich Maria Remarque.

 Dimanche 27 septembre 
- Votations fédérales. Le peuple approuve, par 524 361 oui (74,6 %) contre 178 283 non (25,4 %), l’inscription dans la constitution fédérale d’un article sur l'encouragement de la gymnastique et des sports.
- Votations fédérales. Le peuple rejette, par 359 818 non (51,1 %) contre 344 640 oui (48,9 %), l'initiative populaire « pour le droit au logement et le développement de la protection de la famille ».

### Octobre
Mercredi 7 octobre 
- Ouverture du tronçon Lenzbourg-Neuenhof (AG) de l’autoroute A1, avec la mise en service du tunnel du Baregg.

 Lundi 12 octobre 
- Décès à Bâle, à l’âge de 95 ans, du mathématicien Andreas Speiser, coauteur du théorème de Hilbert-Speiser.

 Mardi 20 octobre 
- Les assemblées extraordinaires des actionnaires de Ciba et de Geigy entérinent la fusion des deux sociétés.

 Dimanche 25 octobre 
- Votation cantonale. Les citoyens du canton de Lucerne approuvent l’introduction du suffrage féminin.

### Novembre
Dimanche 1er novembre 
- Mgr Marcel Lefebvre fonde la Fraternité sacerdotale Saint-Pie-X, mouvement traditionaliste, et s'installe à Écône (VS).

 Vendredi 6 novembre 
- Premier numéro de l'hebdomadaire gratuit Genève Home Informations.

 Dimanche 15 novembre 
- Votations fédérales. La modification du régime des finances fédérales est rejetée par 13 cantons contre 9, bien qu’elle ait été approuvée par les électeurs.
- Votation cantonale. Les citoyens du canton de Zurich approuvent l’introduction du suffrage féminin.

### Décembre
Mardi 1er décembre 
- Recensement fédéral de la population. La Suisse compte 6 269 783 habitants.

 Lundi 7 décembre 
- Enlèvement, à Rio de Janeiro, de Giovanni Enrico Bucher, ambassadeur de Suisse, par un commando reprochant à la Suisse ses relations économiques avec le Brésil.

 Mardi 8 décembre 
- Décès à Rome, à l’âge de 73 ans, du cardinal Benno Gut.

 Dimanche 13 décembre 
- Le Parti conservateur-chrétien social prend le nom de Parti démocrate-chrétien.